# Cidade Triste
"Cidade Triste" é uma canção do girl group brasileiro Rouge, gravada para o quarto álbum do grupo, Mil e Uma Noites (2005). A canção foi escrita originalmente em inglês pelos compositores suecos Rampac e Jos Jorgensen com o título de "Sleepy City", e versionada em português pelo compositor brasileiro Clio. Na ocasião, "Sleepy City" foi selecionada para o grupo pela sua gravadora, Sony Music, em seu acervo de composições, e foi gravada originalmente pelas integrantes em português com o título de "Cidade Triste". A canção é uma balada pop que reflete a dor e desilusão da protagonista após um término doloroso. 
Após divulgar a canção, "Vem Habib (Wala Wala)", o grupo mostrou interesse em lançar a canção como segundo single do álbum, mas a gravadora, Sony Music, optou por "O Amor é Ilusão" como segunda e última canção de trabalho do álbum, visto que era uma versão de uma canção que tornou-se muito famosa no mundo inteiro, "Torn". "Cidade Triste" teve sua primeira performance no extinto programa O Poderoso Magrão, além de ter sido incluída na Turnê Mil e Uma Noites (2005). Em 2008, a canção entrou na trilha sonora da novela Dance Dance Dance, da Band, com interpretação da protagonista, a atriz Juliana Baroni. Após o retorno do grupo em 2017, "Cidade Triste" foi incluída nas turnês Chá Rouge (2017) e Rouge 15 Anos (2018).

## Antecedentes e composição
Após três álbuns de estúdio entre 2002 e 2004, o grupo ficou quatro meses longe da mídia para desenvolvimento do próximo projeto, em meio a diversos rumores que o grupo iria se separar. Durante o processo, a gravadora Sony Music sugeriu que o grupo lançasse uma compilação de grandes sucessos ou mesmo um projeto de versões de sucessos de divas adolescentes. Em contrapartida, as integrantes expressaram o desejo de lançar mais um álbum de inéditas. Dessa forma, a gravadora e o grupo entraram num consenso, decidindo lançar um álbum com seis canções inéditas e oito grandes sucessos do grupo. Para escolha do repertório, o vice-presidente da Sony, Sérgio Bittencourt, selecionou composições internacionais do acervo da gravadora para que fossem feitas versões em português das canções. Dentre elas estava "Sleepy City", composição dos suecos Rampac e Jos Jorgensen, que transformou-se em "Cidade Triste" pelo compositor Clio, que já tinha composto a canção "Vermelho, a Cor do Amor" do álbum Blá Blá Blá, e também compôs "Onde Está o Amor", que também faz parte do álbum Mil e Uma Noites.
Após o lançamento do primeiro single do álbum, "Vem Habib (Wala Wala)", as integrantes do grupo expressaram o desejo de lançar "Cidade Triste" como o segundo single do álbum. Durante o período, o grupo compareceu ao programa O Poderoso Magrão, extinto programa exibido na TV Gazeta e apresentado por Roberto Manzoni, e além de divulgar a canção "Vem Habib", o grupo também cantou as canções "Cidade Triste" e "O Amor é Ilusão", como forma de teste para decidir qual das duas canções seriam lançadas, visto que a Sony Music tinha expressado a vontade de lançar "O Amor é Ilusão", uma vez que poderia ser um sucesso nas rádios por conta da versão original, "Torn", ter sido um sucesso mundial. Durante a performance de "Cidade Triste", a integrante Karin Hils anunciou a canção como "a próxima música de trabalho". Mesmo após o anúncio, a gravadora decidiu lançar "O Amor é Ilusão" como single sucessor de "Vem Habib (Wala Wala)" e último single do álbum.

## Letra e divisão vocal
"Cidade Triste" é uma balada pop produzida por Rick Bonadio, que também foi o responsável pelo arranjo, programação, teclado, guitarra e violão da canção. Beto Paciello serviu de apoio para os arranjos, teclado e piano, enquanto Pedro Ivo foi responsável pelo baixo. A canção fala sobre um doloroso término, onde a protagonista demonstra tristeza em meio a solidão enfrentada após o amado ir embora. Durante a canção, a protagonista lamenta o fim, ao usar uma metáfora de que a cidade está sumindo e perdendo o brilho para simbolizar a sua alegria que foi embora após a desilusão amorosa. No ápice da canção, a protagonista reconhece que não esperará mais por seu amado, pois sabe que o romance já chegou ao fim de forma definitiva. Durante o refrão, elas cantam: "A cidade dos sonhos não tem mais o brilho/ Tudo o que é belo se foi/Agora só restou uma cidade triste."
A canção inicia com os vocais da integrante Li Martins (anteriormente conhecida como Patrícia) na primeira estrofe; a segunda estrofe é cantada por Karin. O pré-refrão, por sua vez, é entoada por Fantine, e Li assume o refrão da canção. A terceira estrofe é novamente cantada por Karin, enquanto Aline assume o segundo pré-refrão. Na ponte da canção, Li e Fantine fazem um dueto vocal. Aline, por sua vez, é a responsável pelo início do refrão após a ponte, que logo após o verso "a cidade dos sonhos não tem mais o brilho", é retomado novamente do início por Li, que é também responsável pelos improvisos vocais durante os últimos refrãos.

## Performances ao vivo e covers

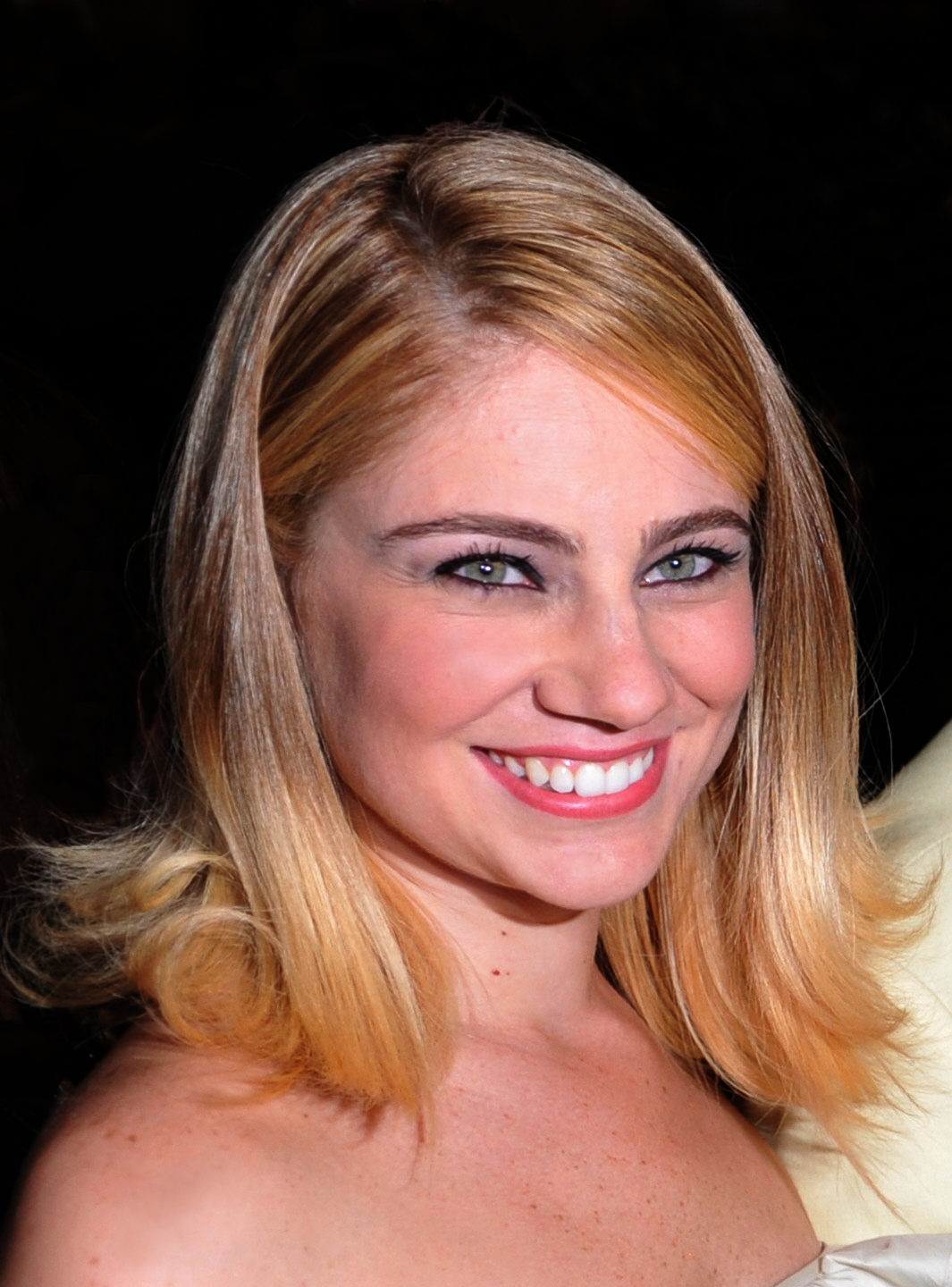
A atriz Juliana Baroni fez um cover da canção para a novela Dance Dance Dance.

"Cidade Triste" teve sua primeira performance televisionada no extinto programa da TV Gazeta, O Poderoso Magrão, apresentado por Roberto Manzoni, no dia 28 de agosto de 2005. Na ocasião, o grupo anunciou a canção como próxima música de trabalho, além de ter cantado "Vem Habib (Wala Wala)" e "O Amor é Ilusão". Em 2008, a atriz Juliana Baroni fez um cover da canção para a trilha sonora da telenovela Dance Dance Dance, exibida pela Rede Bandeirantes. A canção era tema da personagem principal, Sofia. O cover também fez parte da trilha sonora da novela, que foi produzido por Rick Bonadio, produtor do grupo e da canção original. Ao falar sobre a canção, Juliana confessou: "Gosto muito da música 'Cidade triste', que é pop, melódica e tem uma letra linda." Onze anos depois, as quatro integrantes remanescentes do grupo se reuniram em janeiro de 2016 para fazer algumas versões a cappella de suas amigas, e um vídeo de 1:17 (um minuto e dezessete segundos) de uma performance acústica e a capella de "Cidade Triste" foi disponibilizado no dia 27 de agosto de 2016.
No ano seguinte, as cinco integrantes do grupo se reuniram para comemoração dos quinze anos do grupo, com quatro shows do que seria a mini-turnê Chá Rouge, na ocasião, "Cidade Triste" teve sua primeira performance com a integrante Luciana, que canta o último verso da faixa, e que se emocionou durante a primeira apresentação. A performance da canção conta com as integrantes atrás das iniciais do grupo, que estão destacadas pela cor rosa e por brilho, e no fim da performance, uma estrutura montada à frente do palco "provoca um efeito de chuva, deixando o palco – e a plateia – debaixo d’água." Em 2018, "Cidade Triste" foi adicionada na turnê Rouge 15 Anos com as integrantes sentadas numa escada cantando a canção. Antes da performance, Fantine discursa acerca das "questões globais e de preservação da natureza, em especial a floresta amazônica, pedindo socorro" com um "SOS Amazônia". Durante toda a performance, imagens da floresta amazônica e do desmatamento são mostradas.

## Créditos
Todo o processo de elaboração da canção atribui os seguintes créditos pessoais:
- Aline Wirley – vocalista principal;
- Fantine Thó  - vocalista principal;
- Karin Hils - vocalista principal;
- Patrícia Lissa - vocalista principal;
- Rick Bonadio - produção, arranjo, programação, teclado, guitarra, violão;
- Rampac - composição;
- Jos Jorgensen - composição;
- Clio - composição;
- Beto Paciello - arranjo, piano, teclados;
- Pedro Ivo - baixo.